# Tvoje tijelo (remek djelo) (EP)
Tvoje tijelo (remek djelo) maksi singl je hrvatskoga glazbenika, skladatelja i glazbenog producenta Ilana Kabilja, koji je 1999. objavila diskografska kuća Croatia Records.

## Popis pjesama
1. "Tvoje tijelo (remek djelo)" (D'Knock Radio Mix) – 4:31
2. "Tvoje tijelo (remek djelo)" (D'Knock & Fresh Jay Club Mix) – 4:40
3. "Tvoje tijelo (remek djelo)" (Soul Ilan Mix) – 4:33
4. "Tvoje tijelo (remek djelo)" (Allan B. Midnight Mix) – 4:20
5. "Tvoje tijelo (remek djelo)" (D'Knock Radio Mix (English Vers.) – 4:30
6. "Tvoje tijelo (remek djelo)" (Knox Club Groove Instr.) – 3:29

## Vanjske poveznice
- Discogs.com – Ilan Kabiljo: Tvoje tijelo (remek djelo)